# ژیان‌مرغ‌های سبیلچه‌ای
ژیان‌مرغ‌های سبیلچه‌ای (Pogonotriccus) گونه‌ای از پرندگان گنجشک‌سان کوچک در تیرۀ مگس‌گیرهای ژیان‌مرغ (Tyrannidae) است. آن‌ها در زیستگاه‌های جنگلی آمریکای مرکزی و جنوبی یافت می‌شوند.

## گونه‌ها
این سرده شامل نه گونه است: 